# Abraxas sparsatahazeleighensis
Abraxas sparsatahazeleighensis là một loài bướm đêm trong họ Geometridae.